# محمد ملص
محمد ملص (ولد عام 1945 م) هو مخرج سنيمائي سوري.

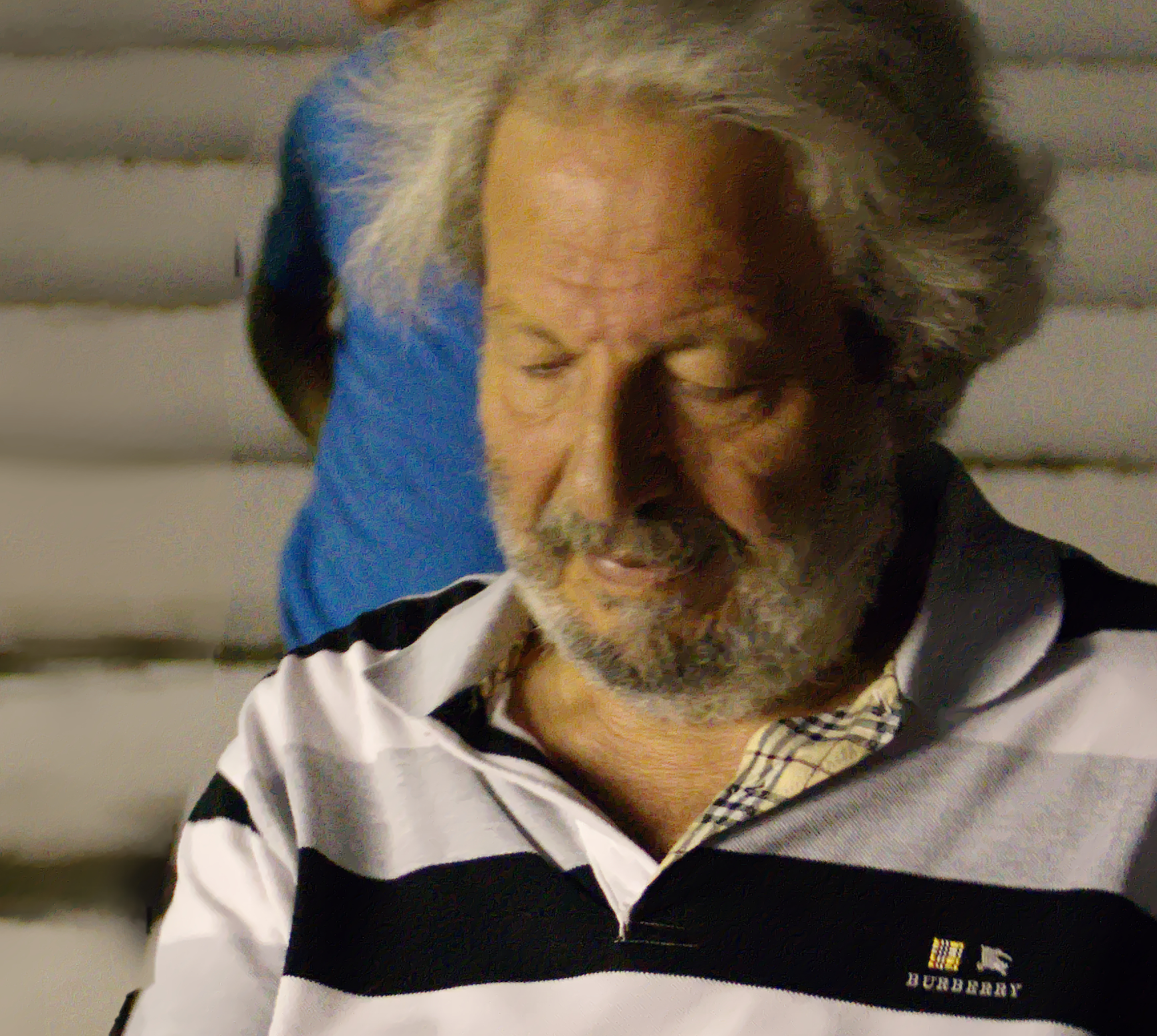
محمد ملص في مدينة صيادة

## النشأة
ولد ملص في مدينة القنيطرة. عمل مدرسا من سنة 1965 إلى 1968. ثم تخرج عام 1974 من كلية موسكو للأفلام. ابنته هي الممثلة أمية ملص.

## أعماله
- حلم مدينة صغيرة (1970)
- القنيطرة 74 (1974)
- أحلام المدينة (1984)
- المنام (1987)
- الليل (1992)
- باب المقام (2005)[2]
- سلم إلى دمشق (2013)[3]
- فيلم عن المنشد صبري مدلل اسمه [مقامات المسرة] رابط الفيلم على يوتيوب https://youtu.be/hmGVwZZX3vo

## جوائزه
حصل ملص على جوائز عديدة وقد تم تكريمه أيضا في عدة مهرجانات منها مهرجان قرطاج وبيروت ودمشق ومهرجان الشاشة العربية المستقلة ومهرجان الفيلم العربي برلين 

## روابط خارجية
- محمد ملص على موقع IMDb (الإنجليزية)
- محمد ملص على موقع IMDb (الإنجليزية)
- محمد ملص على موقع قاعدة بيانات الفيلم (الإنجليزية)
- محمد ملص على موقع كينوبويسك (الروسية)